# Marko Pantelić
Marko Pantelić (15 de septiembre de 1978, Belgrado, Yugoslavia) es un futbolista serbio retirado, su último club fue el Olympiacos de Grecia

## Trayectoria
Empezó a formarse como futbolista en el Estrella Roja de Belgrado, donde pronto empezó a destacar como delantero.
Su padre consiguió un trabajo en Salónica y llevó a la familia a Grecia. Marko tenía sólo 15 años cuando firmó un contrato profesional con Iraklis FC, donde pasó dos años y medio.
A los 17 años, aceptó una oferta de Francia para jugar París Saint-Germain donde aprendió y se formó entrenando junto a estrellas como Raí, Marco Simone y Leonardo.
La falta de minutos en Francia, le hicieron fichar en el verano de 1999 por el Real club Celta de Vigo, a donde llegó con 21 años, y fue presentado el 16 de julio de aquel año, firmando en principio un contrato por cuatro campañas.
Pantelic llegaba como una apuesta de futuro, con la intención de ser cedido a otro conjunto para que continuase su formación. El Celta había fichado también aquel verano a Turdó, Kaviedes y Benni Mc Carthy, con lo que los puestos de ataque y las plazas de extranjero estaban cubiertas.
Tras jugar varios amistosos con el Celta aquella pretemporada, como se esperaba, a finales de agosto de 1999, Víctor Fernández lo descartaba, y el club vigués lo cedía al Lausanne Sport suizo.
Pese a sus años de contrato con el Celta, ya no volvería a Vigo.
Su juventud y sus problemas de disciplina le fueron apartando del camino al estrellato y le obligaron a recorrer media Europa en busca de un equipo que soportara su difícil carácter.

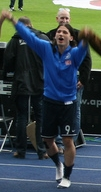
Pantelić en Hertha de Berlín.

Tuvo que regresar a su país natal para conseguirlo y tras su pase al Hertha de Berlín en el año 2005, volvió a explotar como el futbolista que prometía en su juventud, y bajo las órdenes de Falko Götz, encaminó de nuevo su trayectoria como futbolista.
En el Hertha anotó 45 goles en 114 partidos, y sus excelentes campañas en la Bundesliga le llevaron de nuevo a la selección Serbia.
Siempre se mostró como un delantero técnico y de mucha clase, pero también tiene una gran resistencia y poderío físico.
Rechazó la renovación con el Herta de Berlín, y ya con la cláusula de libertad, el 1 de septiembre de 2009, después de completar varias pruebas, Pantelic firmó un contrato de un año con Ajax Ámsterdam.
Tras acabar la campaña 2009/2010 con el club holandés, donde el delantero marcó 16 goles en los 25 partidos en los que participó, el Olympiacos, entrenado por el español Ernesto Valverde, ha confirmado la contratación del delantero serbio Marko Pantelić por las próximas dos temporadas, según anunció el club en su página web.
Finalmente tras terminar la temporada 2012-13 se retiró del fútbol jugando en el Olympiacos Fútbol Club.

## Selección nacional

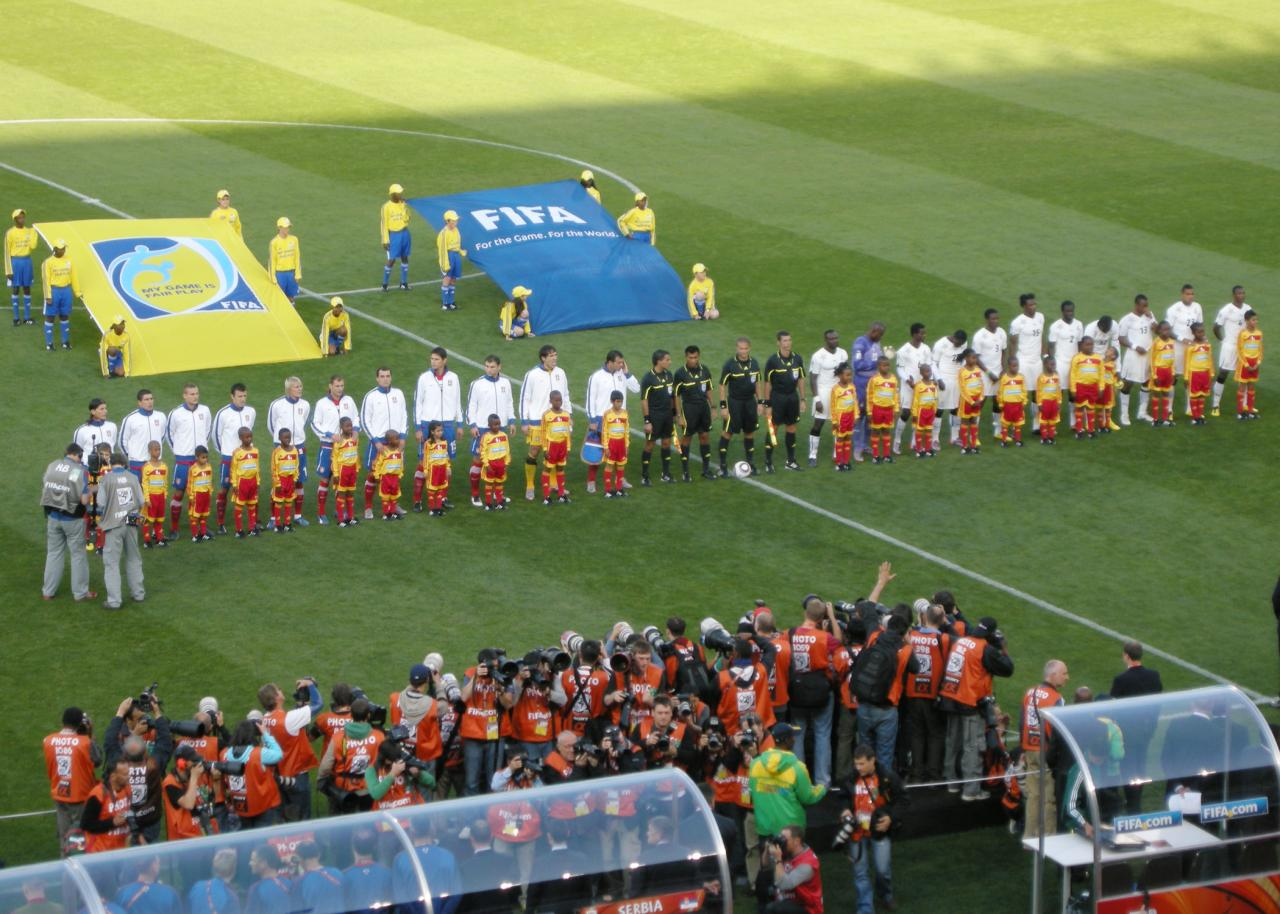
Pantelic, el primero de izquierda a derecha en su debut mundialista.

Es internacional con la Selección de fútbol de Serbia, jugando 32 partidos internacionales y anotando 6 goles.
Debutó con la Selección de fútbol de Serbia y Montenegro en 2003. Marcó su primer gol ante la República Checa el 16 de agosto de 2006 jugando para Serbia. Fue incluido en la lista para disputar la Copa Mundial de Fútbol de 2010 en donde disputó el primer partido frente a Ghana.

## Clubes
| Club                      | País                | Año       |
| ------------------------- | ------------------- | --------- |
| Iraklis FC                | Grecia              | 1995-1996 |
| París Saint-Germain       | Francia             | 1996-1998 |
| Lausanne-Sport            | Suiza               | 1998-1999 |
| Celta de Vigo             | España              | 1999-2000 |
| SK Sturm Graz             | Austria             | 1999-2000 |
| Yverdon-Sport FC          | Suiza               | 2000-2001 |
| FK Obilić                 | Serbia y Montenegro | 2002-2003 |
| FK Smederevo              | Serbia y Montenegro | 2003-2004 |
| Estrella Roja de Belgrado | Serbia y Montenegro | 2004-2005 |
| Hertha Berlín             | Alemania            | 2005-2009 |
| Ajax Ámsterdam            | Países Bajos        | 2009-2010 |
| Olympiacos                | Grecia              | 2010-2013 |

## Palmarés

### Campeonatos nacionales
| Título                      | Club                      | País         | Año  |
| --------------------------- | ------------------------- | ------------ | ---- |
| Copa Suiza                  | Lausanne-Sport            | Suiza        | 1999 |
| Copa de Serbia y Montenegro | FK Smederevo              | Serbia       | 2003 |
| Superliga Serbia            | Estrella Roja de Belgrado | Serbia       | 2004 |
| Copa de Serbia y Montenegro | Estrella Roja de Belgrado | Serbia       | 2004 |
| Copa de los Países Bajos    | Ajax Ámsterdam            | Países Bajos | 2010 |